# Shag Rocks
Die Shag Rocks (von englisch shag ‚Scharbe, Kormoran‘) sind eine Inselgruppe im Südatlantik. Sie liegen rund 250 km westlich von Südgeorgien und etwa 1000 km östlich der Falklandinseln. Sie erstrecken sich über eine Fläche von rund 0,2 km². Die Gruppe besteht aus sechs felsigen Inseln und gehört politisch zum Britischen Überseegebiet Südgeorgien und die Südlichen Sandwichinseln, wird jedoch auch von Argentinien beansprucht. 16 km südöstlich der Shag Rocks liegt der Black Rock.

## Geografie, Geologie, Klima
Die sechs felsigen Inseln ragen steil aus dem Wasser heraus und erreichen eine Höhe von knapp 75 Metern. Die gesamte Landfläche der Inselgruppe beträgt nur 20 Hektar (0,2 km²).
Shag Rocks und Black Rock sind, wie viele Inseln des Scotia-Bogens, welcher Feuerland mit der Antarktischen Halbinsel verbindet, vulkanischen Ursprungs.
Auf den Inseln leben keine Menschen. Aus wissenschaftlichen oder touristischen Gründen werden die Inseln gelegentlich angesteuert. Dabei sind touristische Besuche wegen des sehr rauen Klimas allerdings sehr selten. Die Temperaturen schwanken zwischen −5 und 15 °C. Die Lage mitten im südlichen Atlantik in den sogenannten Furious Fifties sorgt für ganzjährige, heftige und kalte Westwinde.

## Flora und Fauna
Auf dem felsigen Untergrund der Insel wachsen keine größeren Pflanzen; Moose und Flechten bedecken den Boden. Am Fuß der Felsen wachsen Braunalgen. Die Vogelwelt ist zahlreich vertreten, insbesondere mit Walvögeln und Albatrossen. Benannt sind die Inseln nach den dort zu Tausenden vorkommenden Königsscharben, englisch Imperial Shags, einer Art der Kormorane.

## Geschichte
Die Inseln wurden möglicherweise schon 1762 von José de la Llana entdeckt und nach dem Namen seines Schiffes Aurora benannt. Bis heute ist jedoch nicht gesichert, ob mit den Aurora-Inseln tatsächlich die Shag Rocks gemeint waren. Wiederentdeckt wurde die Inselgruppe im Jahr 1819 vom amerikanischen Robbenjäger James Sheffield an Bord der Hersilia; er gab der Inselgruppe den heutigen Namen. Die erste Landung auf den Inseln erfolgte 1956 von einem argentinischen Hubschrauber aus. Argentinien erhebt Ansprüche auf die auch als Islas Aurora bezeichnete Inselgruppe, die Felsen selbst wurden im Falklandkrieg 1982 jedoch nicht besetzt.